# Marionville (Missouri)
Pour les articles homonymes, voir Marionville (homonymie).
Marionville est une ville du comté de Lawrence, dans le Missouri, aux États-Unis,. Située au sud-est du comté, elle est fondée en 1854 et incorporée en 1885.

## Démographie
Lors du recensement de 2010, la ville comptait une population de 2 225 habitants. Elle est estimée, en 2016, à 2 197 habitants.

### Source de la traduction
- (en) Cet article est partiellement ou en totalité issu de l’article de Wikipédia en anglais intitulé « Marionville, Missouri » (voir la liste des auteurs).